# Lyctus planicollis
Lyctus planicollis é uma espécie de insetos coleópteros polífagos pertencente à família Lyctidae.
A autoridade científica da espécie é J. L. LeConte, tendo sido descrita no ano de 1858.
Trata-se de uma espécie presente no território português.